# Michał Rafał Szumski
Michał Rafał Szumski herbu Jastrzębiec – podwojewodzi wileński w latach 1689–1706 i 1706-1718, podstoli wileński w latach 1684–1717, sędzia grodzki wileński w latach 1680–1681 i 1687–1689, chorąży wileński pro tunc w latach 1697–1698, surogator grodzki wileński w latach 1700–1707.
Był elektorem Augusta II Mocnego z województwa wileńskiego w 1697 roku. Deputat województwa wileńskiego do rady stanu rycerskiego rokoszu łowickiego w 1697 roku.